# デイヴィー・アルノー
デイヴィー・アルノー（Davy Arnaud 、1980年6月22日 - ）は、アメリカ合衆国・テキサス州ニーダーランド出身の元プロサッカー選手。元サッカーアメリカ合衆国代表。現役時代のポジションはMF。

## クラブ経歴
2002年のMLSスーパードラフトで、全体50人目にカンザスシティ・ウィザーズの指名を受け入団。2010シーズンからチームキャプテンに就任。
2011年11月28日、セス・シノヴィッチ＋金銭とのトレードでモントリオール・インパクトに移籍。
2013年12月10日、D.C. ユナイテッドに移籍。
2016年3月3日、現役引退を表明。

## 代表歴
2007年2月9日のブラジル戦で代表戦初出場。2009 CONCACAFゴールドカップのハイチ戦で代表初ゴールを挙げた。

### ゴール
| #  | 開催日        | 開催地         | 対戦国 | スコア | 結果 | 試合概要                    |
| -- | ------------- | -------------- | ------ | ------ | ---- | --------------------------- |
| 1. | 2009年7月11日 | フォックスボロ | ハイチ | 1–0    | 2–2  | 2009 CONCACAFゴールドカップ |

## 指導者経歴
現役引退直後、D.C. ユナイテッドのアシスタントコーチに就任

## 所属クラブ

### 選手
ユース
- ウェスト・テキサスA&M大学 1999-2001

プロ
- カンザスシティ・ウィザーズ 2002-2011
- モントリオール・インパクト 2012-2013
- D.C. ユナイテッド 2014-2015

### 指導者
- D.C. ユナイテッド 2016 (アシスタントコーチ)
- ヒューストン・ダイナモ 2017- (アシスタントコーチ)

## タイトル
カンザスシティ・ウィザーズ
- MLSウェスタン・カンファレンス: 2004
- USオープンカップ: 2004

モントリオール・インパクト
- カナディアン・チャンピオンシップ: 2013